# Montbras
Montbras est une commune française située dans le département de la Meuse, en région Grand Est.

## Géographie
La commune est à 3,4 km de Burey-la-Côte, 5,9 de Sauvigny, 10,3 de Vaucouleurs, 22,5 de Neufchâteau et 29,4 de Commercy.

### Géologie et relief
La commune se compose de 3,23 hectares de territoires artificialisés (0,59 %), 430,95 hectares de territoires agricoles (78,64 %) et 113,63 hectares de forêts et milieux semi-naturels (20,74 %).
Espaces naturels :
- Deux espaces protégés Natura 2000 :

Pelouses, forêt et fort de Pagny-la-Blanche-Côte,
Vallée de la Meuse.
- Une zone naturelle d'intérêt écologique, faunistique et floristique (Znieff) :

Vallée de la Meuse.

### Hydrographie et les eaux souterraines
Hydrogéologie et climatologie : Système d’information pour la gestion des eaux souterraines du bassin Rhin-Meuse :
Territoire communal : Occupation du sol (Corinne Land Cover); Cours d'eau (BD Carthage),
Géologie : Carte géologique; Coupes géologiques et techniques,
 Hydrogéologie : Masses d'eau souterraine; BD Lisa; Cartes piézométriques.
La commune est dans le bassin versant de la Meuse au sein du bassin Rhin-Meuse. Elle est drainée par la Meuse, la Noue de Burey, le ruisseau de Fragne et la rivière de Chetre,.
La Meuse, d'une longueur de 486 km, est un fleuve européen qui prend sa source en France, dans la commune du Châtelet-sur-Meuse, à 409 mètres d'altitude, et se jette dans la mer du Nord après un cours long d'approximativement 950 kilomètres traversant la France, la Belgique et les Pays-Bas.

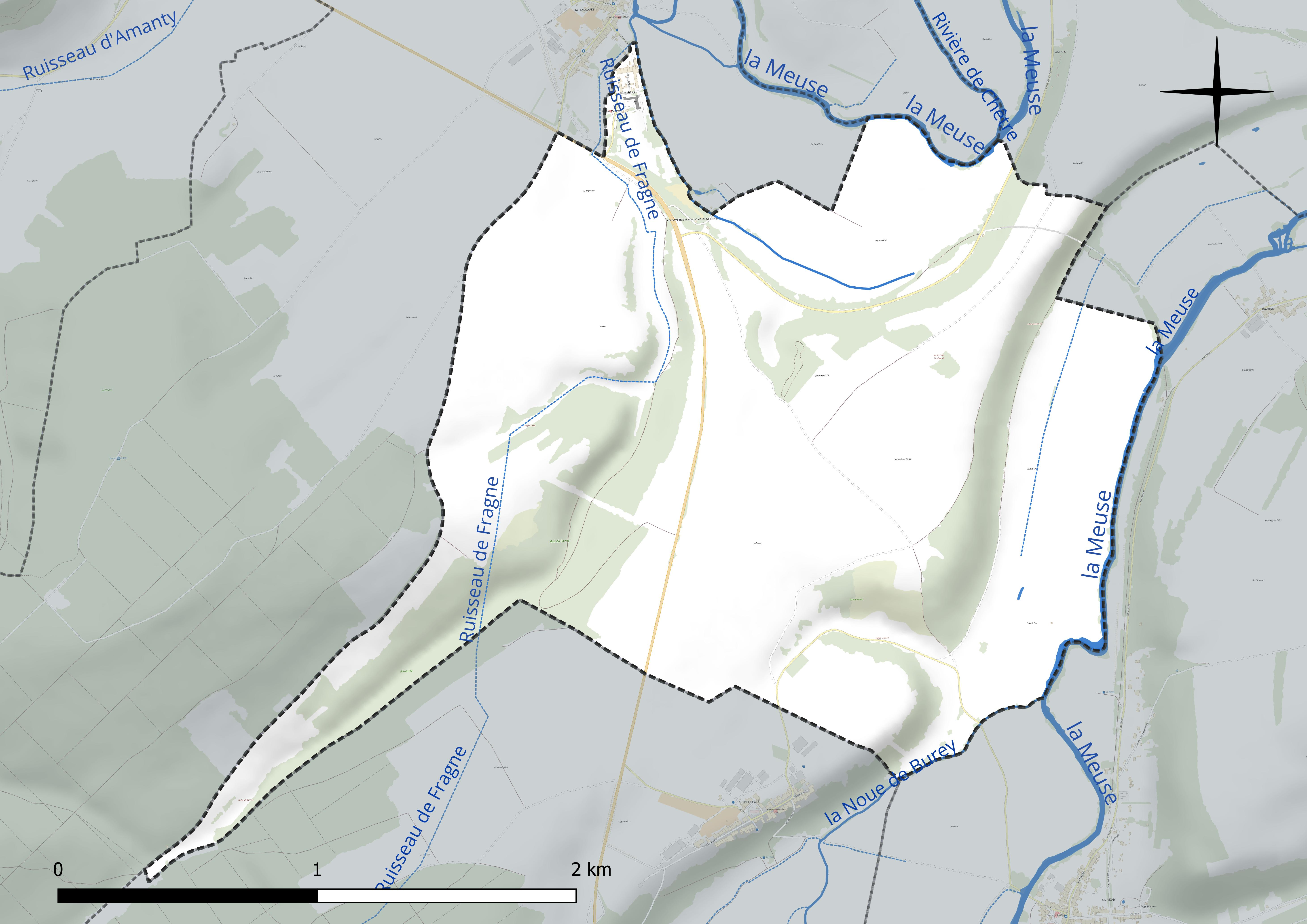
Réseau hydrographique de Montbras.

### Climat
Pour des articles plus généraux, voir Climat du Grand Est et Climat de la Meuse.
En 2010, le climat de la commune est de type climat des marges montargnardes, selon une étude du Centre national de la recherche scientifique s'appuyant sur une série de données couvrant la période 1971-2000. En 2020, Météo-France publie une typologie des climats de la France métropolitaine dans laquelle la commune est exposée à un climat océanique altéré et est dans la région climatique  Lorraine, plateau de Langres, Morvan, caractérisée par un hiver rude (1,5 °C), des vents modérés et des brouillards fréquents en automne et hiver.
Pour la période 1971-2000, la température annuelle moyenne est de 9,6 °C, avec une amplitude thermique annuelle de 16,9 °C. Le cumul annuel moyen de précipitations est de 897 mm, avec 12,7 jours de précipitations en janvier et 9,3 jours en juillet. Pour la période 1991-2020, la température moyenne annuelle observée sur la station météorologique de Météo-France la plus proche, « Nancy-Ochey », sur la commune d'Ochey à 19 km à vol d'oiseau, est de 10,5 °C et le cumul annuel moyen de précipitations est de 810,4 mm. 
La température maximale relevée sur cette station est de 39,6 °C, atteinte le 25 juillet 2019 ; la température minimale est de −19,1 °C, atteinte le 12 janvier 1987,,.
Les paramètres climatiques de la commune ont été estimés pour le milieu du siècle (2041-2070) selon différents scénarios d'émission de gaz à effet de serre à partir des nouvelles projections climatiques de référence DRIAS-2020. Ils sont consultables sur un site dédié publié par Météo-France en novembre 2022.

## Urbanisme

### Typologie
Au 1er janvier 2024, Montbras est catégorisée commune rurale à habitat dispersé, selon la nouvelle grille communale de densité à sept niveaux définie par l'Insee en 2022.
Elle est située hors unité urbaine et hors attraction des villes,.

### Occupation des sols
L'occupation des sols de la commune, telle qu'elle ressort de la base de données européenne d’occupation biophysique des sols Corine Land Cover (CLC), est marquée par l'importance des territoires agricoles (78,5 % en 2018), une proportion identique à celle de 1990 (78,5 %). La répartition détaillée en 2018 est la suivante : 
terres arables (38,5 %), prairies (33 %), forêts (20,9 %), zones agricoles hétérogènes (7 %), zones urbanisées (0,6 %). L'évolution de l’occupation des sols de la commune et de ses infrastructures peut être observée sur les différentes représentations cartographiques du territoire : la carte de Cassini (XVIIIe siècle), la carte d'état-major (1820-1866) et les cartes ou photos aériennes de l'IGN pour la période actuelle (1950 à aujourd'hui).

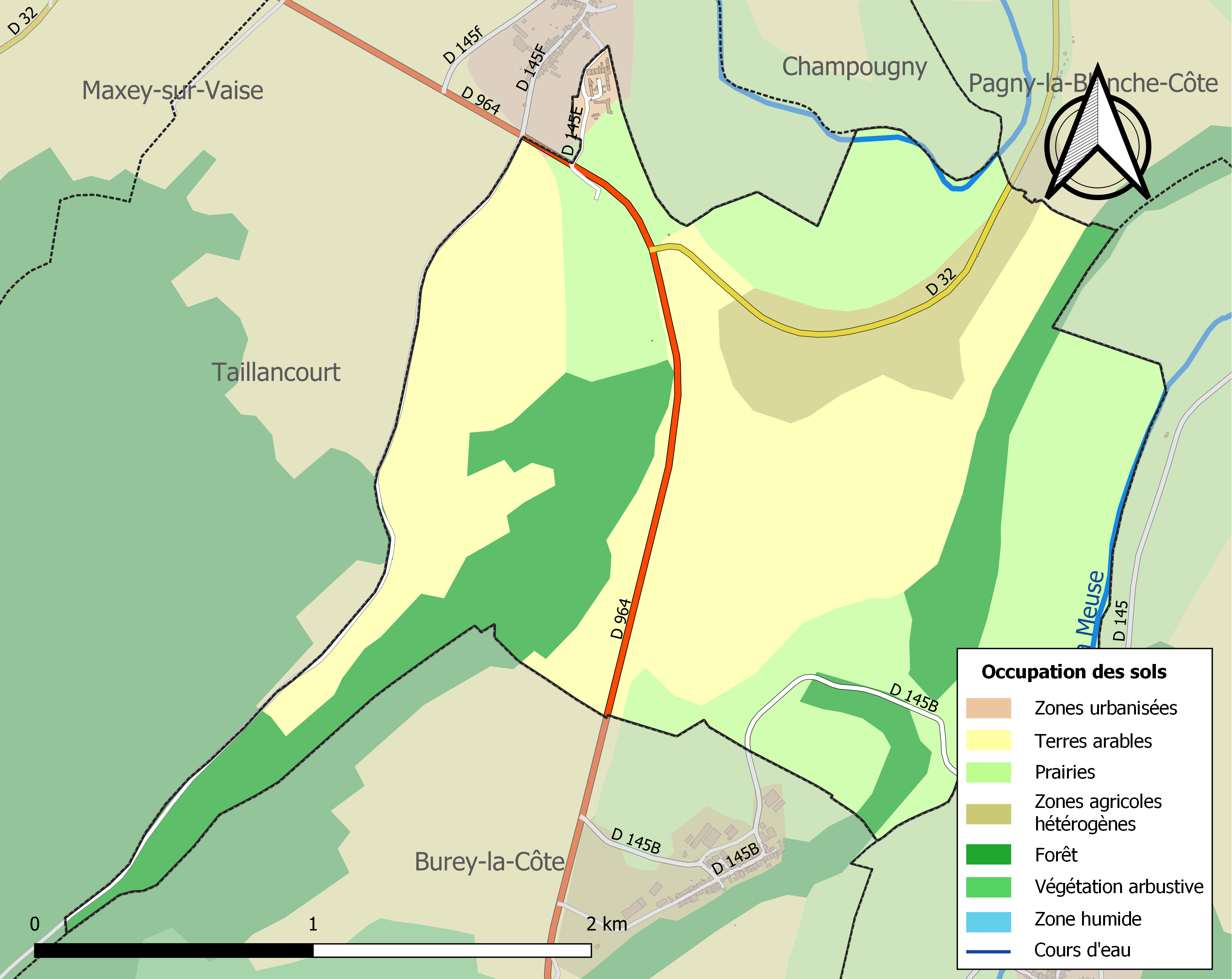
Carte des infrastructures et de l'occupation des sols de la commune en 2018 (CLC).

### Voies de communications et transports

#### Voies routières
- A31 (aussi appelée autoroute de Lorraine-Bourgogne). Échangeurs Colombey-les-Belles, Toul-Valcourt, Toul-Croix de Metz.

#### Transports en commun
- Fluo Grand Est.

#### Lignes SNCF

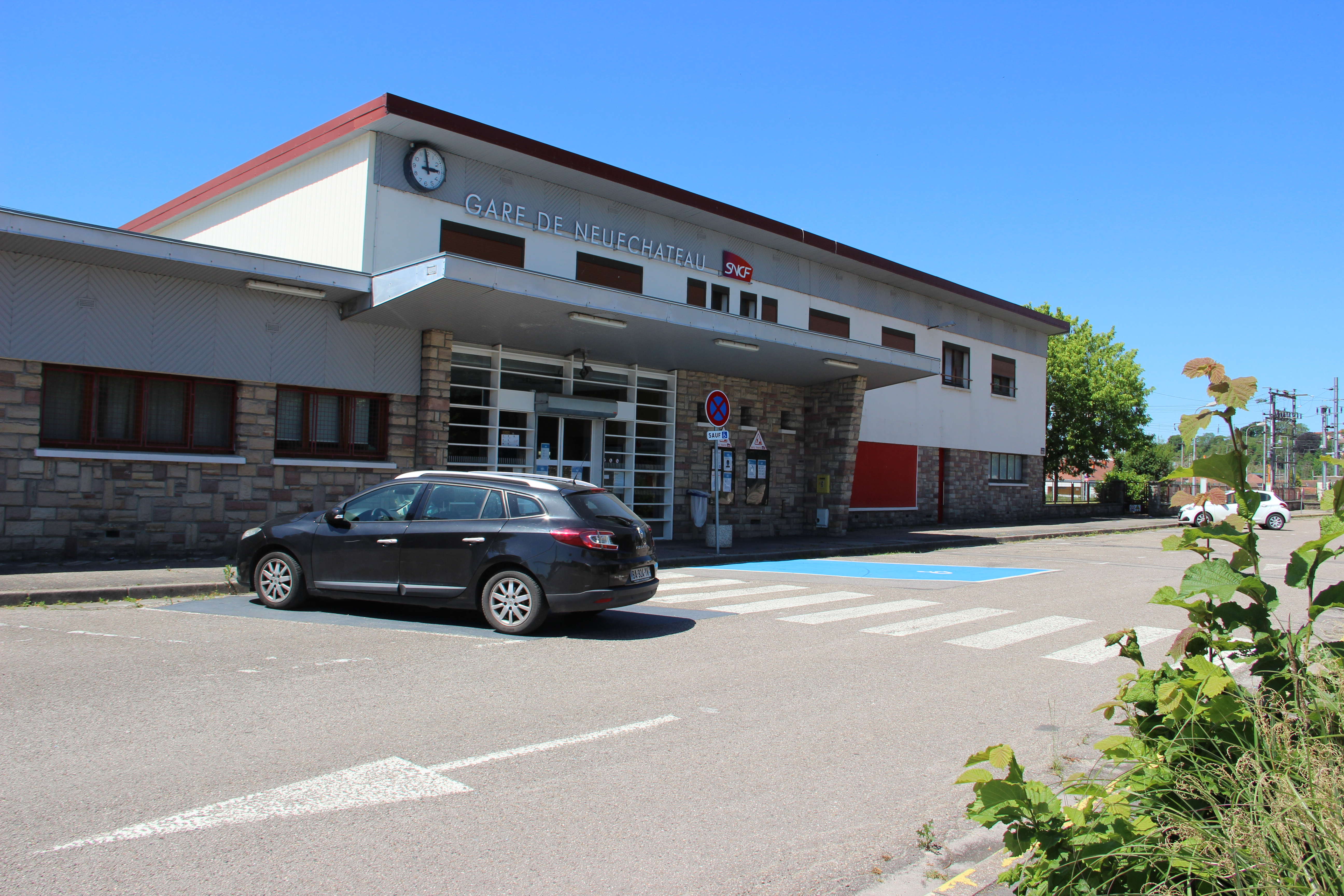
Gare de Neufchâteau.

- Gare de Neufchâteau,
- Gare de Pagny-sur-Meuse,
- Gare de Toul,
- Gare de Commercy,
- Gare de Fontenoy-sur-Moselle.

#### Transports aériens
- L'Aéroport d'Épinal-Mirecourt « Vosges Aéroport ».

À partir de l'été 2021, l’aéroport d’Épinal-Mirecourt est devenu le "pélicandrome" de la Zone Est et servira ainsi de base de ravitaillement et d’intervention pour les avions bombardiers d’eau connus sous le nom de Dash 8.

## Toponymie
Le nom de la localité est attesté sous les formes Bras, Brachier (1402) ; Monbras (1700) ; Château de Bras (1711).

Peut-être de l'oïl brai « boue » ; attraction de l'oïl bras, du gaulois *bracu ( plus exactement *brakus, brakōs) qui a d’ abord désigné un « fond de vallée humide » puis un « marais » ; l'adjonction tardive de mont nous donne à penser que cette vallée ou ce marécage serait au pied d'une hauteur. La commune est établie dans les méandres de la Meuse, au pied des Côtes de Meuse.

## Histoire
Le château a été acheté en 1876 par Francis de Chanteau. Lui et sa femme Cécile Marly  ont rénové le château car il était en très mauvais état. Pas une chambre habitable, à partir du 1er étage c'était le vide jusqu'au toit, grenier à fourrage. Francis de Chanteau décédé en 1888 c'est sa femme Cécile qui continua de restaurer le château. Agrandissement de la chapelle, Galerie coupée en deux, et appartement, cabinet de toilette, bow window sur la cour. Une grande partie des maisons du château furent achetées par Mme de Chanteau, plus une crêche, petite école, maison pour le curé, parc agrandi. elle acheta en 1908 le petit pèlerinage de Sainte Anne de Broyes à 10 km de Montbras et y fit des aménagements. Elle fit creuser au début de la guerre de 1914 un escalier tournant dans le mur du salon. En 1918 à sa mort, Roger Bertin son neveu hérita du château. À la mort de Roger Bertin, le château a appartenu à ses enfants jusqu'en 1959, date de la vente.

## Politique et administration
| Période                                  | Période      | Identité        | Étiquette | Qualité        |
| ---------------------------------------- | ------------ | --------------- | --------- | -------------- |
| Les données manquantes sont à compléter. |              |                 |           |                |
| 11 décembre 1919                         | 16 mai 1945  | Joseph Clément  | SE        |                |
| 16 mai 1945                              | 18 mars 1959 | Charles Étienne | SE        |                |
| 18 mars 1959                             |              | Louis Sellen    | SE        |                |
| 1977                                     | mars 2014    | Yvette Chenin   | SE        |                |
| mars 2014                                | mai 2020     | Claude Thomas   |           |                |
| mai 2020                                 | En cours     | Jean Boyer      |           | Ancien ouvrier |

### Budget et fiscalité 2023

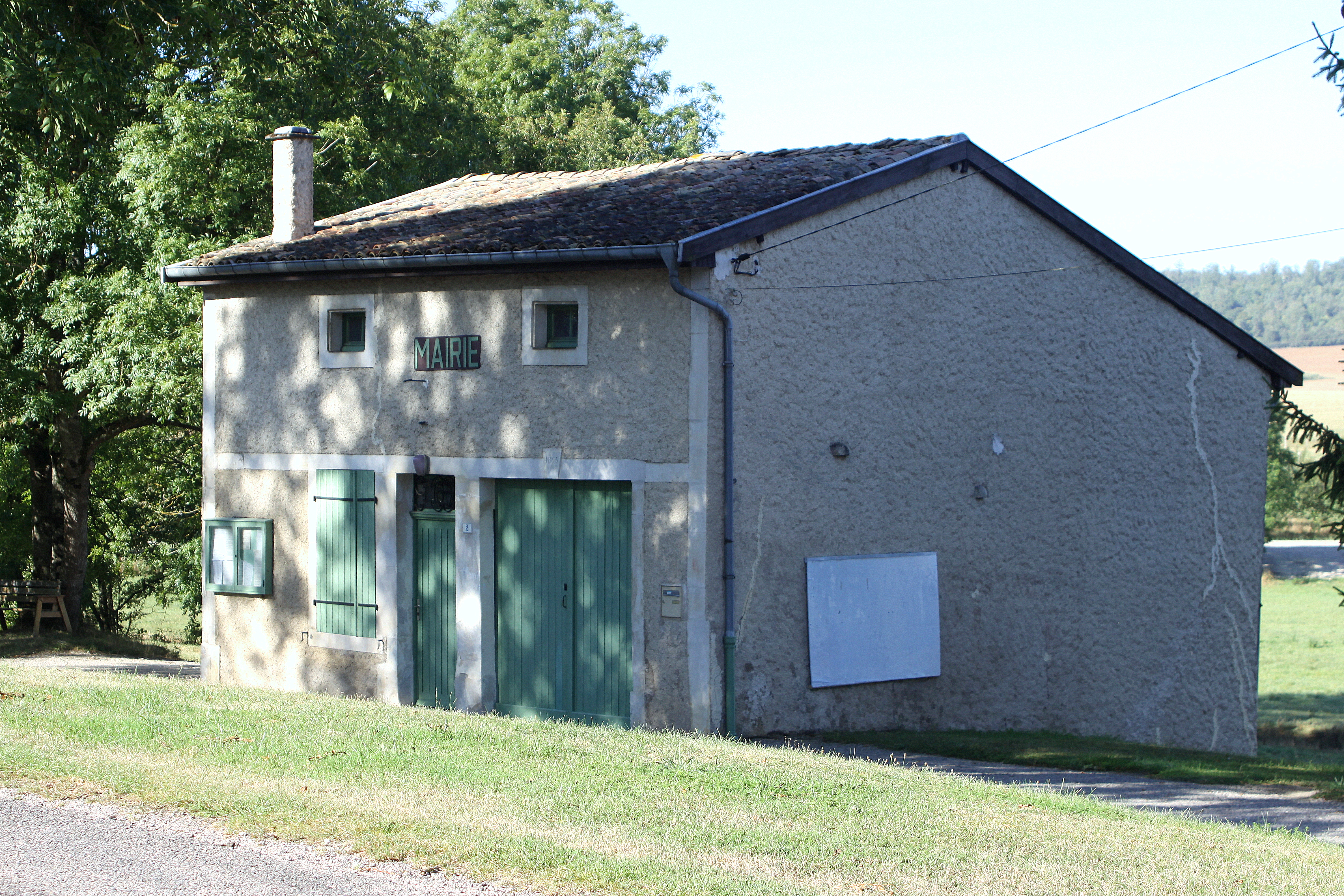
La mairie.

En 2023, le budget de la commune était constitué ainsi :
- total des produits de fonctionnement : 35 000 €, soit 1 573 € par habitant ;
- total des charges de fonctionnement : 23 000 €, soit 1 025 € par habitant ;
- total des ressources d'investissement : 56 000 €, soit 2 539 € par habitant ;
- total des emplois d'investissement : 26 000 €, soit 1 191 € par habitant ;
- endettement : 68 000 €, soit 3 082 € par habitant.

Avec les taux de fiscalité suivants :
- taxe d'habitation : 11,96 % ;
- taxe foncière sur les propriétés bâties : 49,12 % ;
- taxe foncière sur les propriétés non bâties : 28,22 % ;
- taxe additionnelle à la taxe foncière sur les propriétés non bâties : 0,00 % ;
- cotisation foncière des entreprises : 0,00 %.

Chiffres clés Revenus et pauvreté des ménages en 2021 : médiane en 2021 du revenu disponible, par unité de consommation.

## Population et société

### Démographie

#### Évolution démographique
L'évolution du nombre d'habitants est connue à travers les recensements de la population effectués dans la commune depuis 1793. Pour les communes de moins de 10 000 habitants, une enquête de recensement portant sur toute la population est réalisée tous les cinq ans, les populations de référence des années intermédiaires étant quant à elles estimées par interpolation ou extrapolation. Pour la commune, le premier recensement exhaustif entrant dans le cadre du nouveau dispositif a été réalisé en 2008.

En 2022, la commune comptait 21 habitants, en évolution de +23,53 % par rapport à 2016 (Meuse : −4,4 %, France hors Mayotte : +2,11 %).
| 1793 | 1800 | 1806 | 1821 | 1831 | 1836 | 1841 | 1846 | 1851 |
| ---- | ---- | ---- | ---- | ---- | ---- | ---- | ---- | ---- |
| 53   | 63   | 57   | 43   | 44   | 50   | 49   | 64   | 75   |

| 1856 | 1861 | 1866 | 1872 | 1876 | 1881 | 1886 | 1891 | 1896 |
| ---- | ---- | ---- | ---- | ---- | ---- | ---- | ---- | ---- |
| 81   | 82   | 79   | 85   | 64   | 48   | 38   | 45   | 39   |

| 1901 | 1906 | 1911 | 1921 | 1926 | 1931 | 1936 | 1946 | 1954 |
| ---- | ---- | ---- | ---- | ---- | ---- | ---- | ---- | ---- |
| 35   | 43   | 35   | 47   | 38   | 35   | 26   | 34   | 32   |

| 1962 | 1968 | 1975 | 1982 | 1990 | 1999 | 2006 | 2008 | 2013 |
| ---- | ---- | ---- | ---- | ---- | ---- | ---- | ---- | ---- |
| 28   | 23   | 18   | 18   | 19   | 27   | 26   | 26   | 18   |

| 2018 | 2022 | - | - | - | - | - | - | - |
| ---- | ---- | - | - | - | - | - | - | - |
| 21   | 21   | - | - | - | - | - | - | - |

### Enseignement
Établissements d'enseignements :
- Écoles maternelles et primaires à Maxey-sur-Vaise, Uruffe, Vannes-le-Châtel, Maxey-sur-Meuse, Domrémy-la-Pucelle.
- Collèges à  Vaucouleurs, Colombey-les-Belles, Gondrecourt-le-Château, Neufchâteau.
- Lycées à Neufchâteau, Toul.

### Santé
Professionnels et établissements de santé :
- Médecins à Vaucouleurs.
- Pharmacies à Vaucouleurs.
- Hôpitaux à Vaucouleurs.

### Cultes
- Paroisse catholique Sainte Jeanne d’Arc du Val des Couleurs[36] Diocèse de Verdun.

## Économie

### Entreprises et commerces

#### Agriculture et élevage
À Vaucouleurs :
- Culture et élevage associés.
- Culture de céréales, de légumineuses et de graines oléagineuses.
- Sylviculture et autres activités forestières.

#### Tourisme
- Hébergement et restauration à Montbras, Brixey-aux-Chanoines, Domrémy-la-Pucelle, Coussey.
- Hostellerie de L'Isle-en-Bray[37].

#### Commerces
- Commerces et services de proximité à Vaucouleurs, Gondrecourt-le-Château, Coussey, Neufchâteau.

## Culture locale et patrimoine

### Lieux et monuments

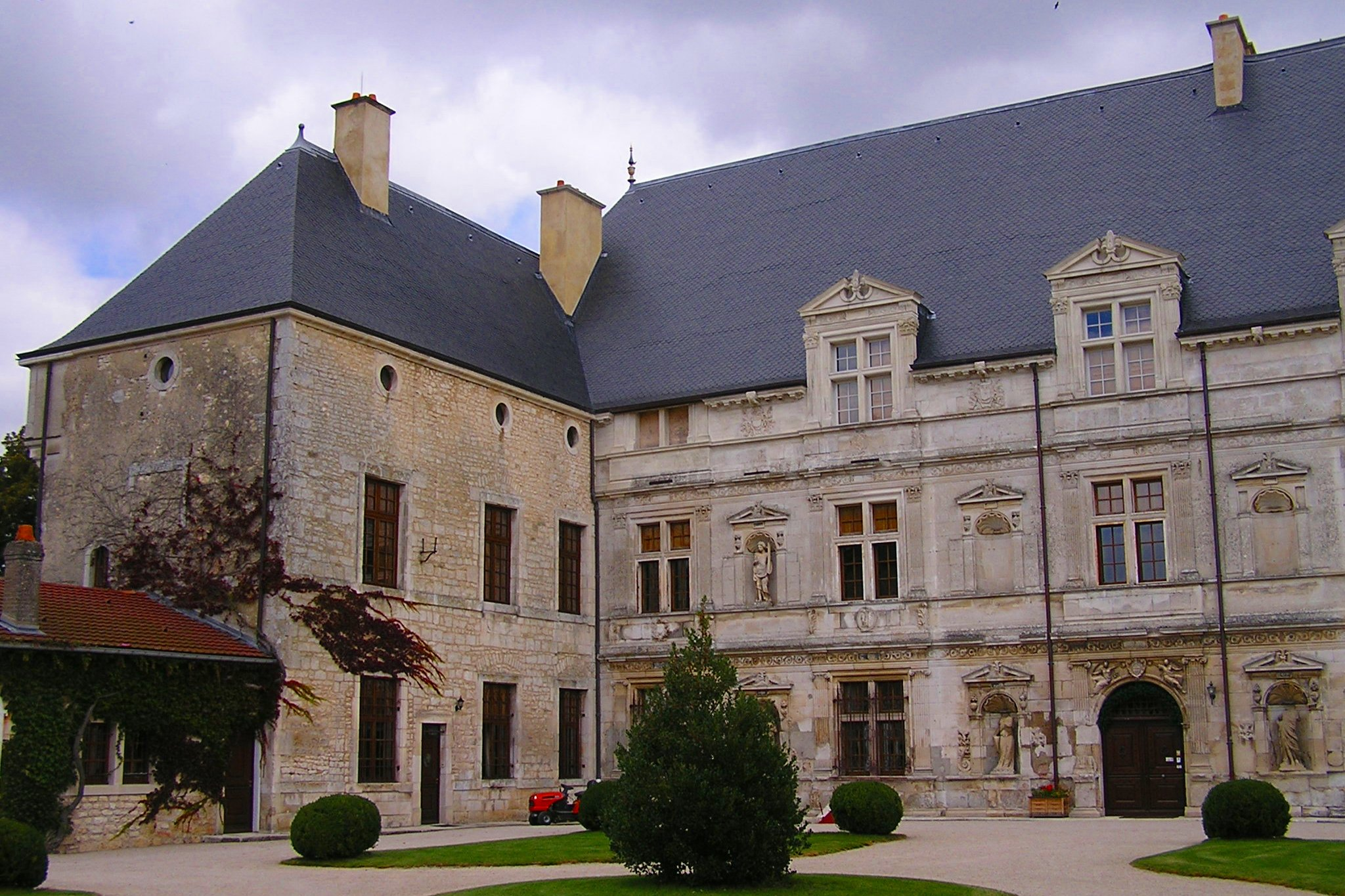
Vue extérieure.

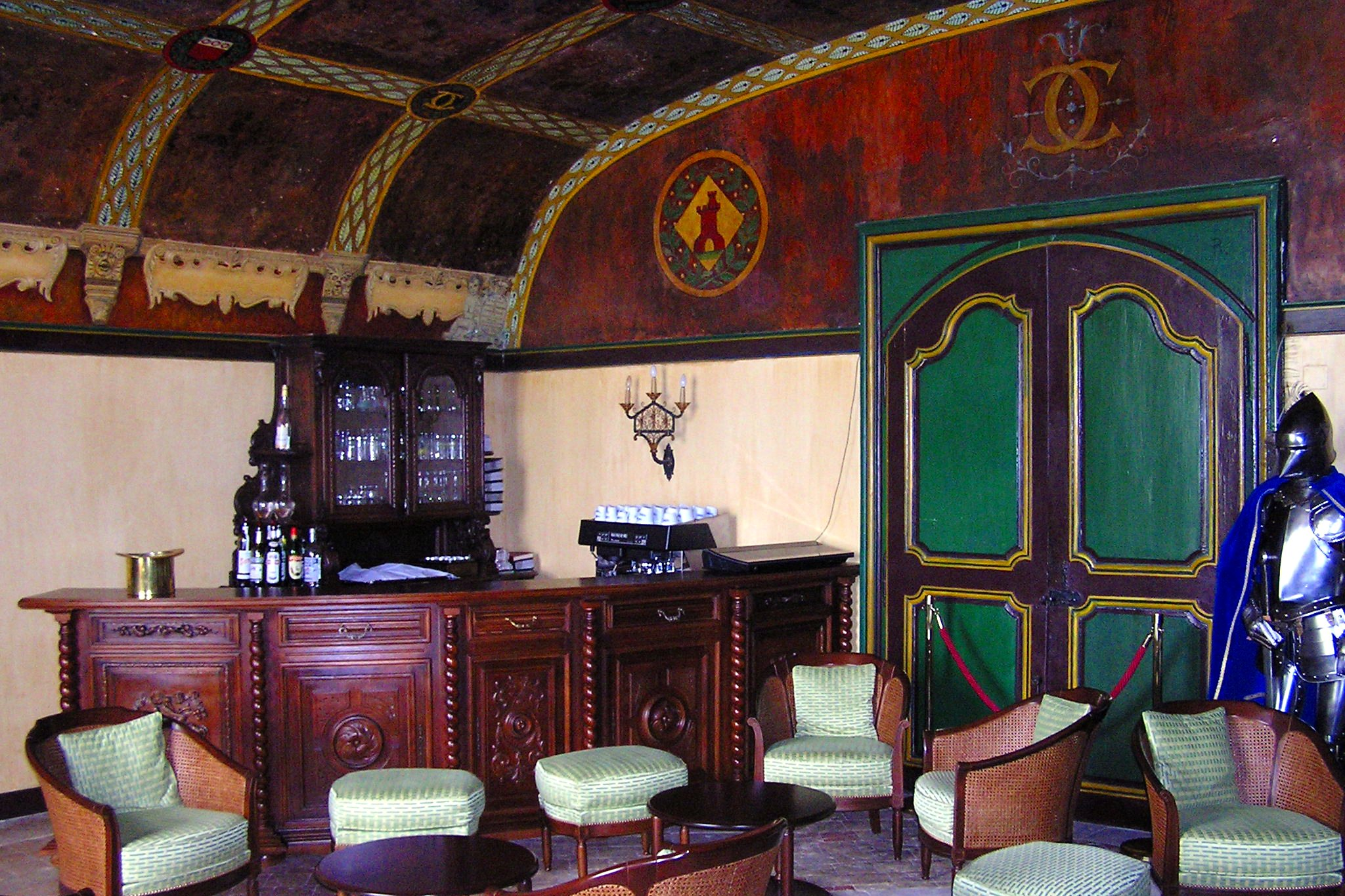
L'intérieur est transformé en restaurant.

- Château de Montbras (ou « Braz », fin XVIe siècle, début XVIIe siècle)  Classé MH (1974)[38], construit pour le seigneur d'Amanty, dignitaire à la cour de Lorraine.

Dans un paysage doucement vallonné, ce vaste château couronne une terrasse dominant la vallée élargie de la Meuse. Quatre pavillons bastionnés de hauteurs maintenant inégales délimitent une cour où s'élèvent encore, en équerre, le logis principal et le départ d'une aile de communs. La disposition originelle l'apparentait au château d'Ancy-le-Franc.
Outre cet ample plan, typique de la Renaissance française, des niches abritant des statues mythologiques, des trophées sculptés sur les portails extérieurs, ou encore l'étonnante frise de mascarons grotesques courant sur les mâchicoulis, en font une des plus remarquables demeures de Lorraine. Une partie de l'édifice est classée monument historique.
Une campagne de restauration et de reconstruction a restitué d'importantes lucarnes sculptées. Le château étant privé, on ne peut visiter les salles décorées de fresques fameuses (Danse des Topinamboucs, Métamorphoses d'Ovide), mais un restaurant vient d'y être ouvert (menu de 28 à 70 euros hors boissons).
Le parc, sur un côté du château, n'est pas aménagé.
- L'ancienne basse cour du château, sur l'autre côté, a formé le village puis la commune de Montbras. Au-delà du colombier, les fermes lorraines des XVIIIe et XIXe siècles entourent une place totalement close. Au centre, un puits est actionné par une pompe Noël.

### Personnalités liées à la commune
- Nicolas Léon Pargny, 6e Section infirmiers militaires[39].

### Héraldique
| Blason de Montbras | Blason  | Parti : au 1er de gueules plain au chef d'argent chargé de trois annelets de gueules, au 2e d'or à la tour, donjonnée à senestre, de gueules maçonnée d'argent, ouverte et ajourée du champ, posée sur une motte de sinople ; enté en pointe d'argent à la croisette tréflée d'azur.                                                       |
| Blason de Montbras | Détails | Écu dessiné par Robert André LOUIS, avec l'accord de M Claude THOMAS maire, sur la base d'une illustration armoriée utilisée par la commune depuis mars 2017 et d'après la notice historique et archéologique du château de Montbras de Francis de Chanteau (1848-1882 - archiviste paléographe et châtelain de Montbras) publiée en 1885. |